# San Jerónimo de los Corazones
San Jerónimo de los Corazones fue una villa de Norteamérica fundada por Francisco Vázquez de Coronado en 1540. Fue el primer asentamiento español al norte del río Yaqui.

## Historia
Pedro de Castañeda Nájera, participante en la expedición de Francisco Vázquez de Coronado, escribió que en 1540, unas jornadas después de Hawikuh (Cíbola para los españoles), se llegó a una región que Alvar Núñez Cabeza de Vaca había llamado Corazones, porque en ese lugar le habían ofrecido a él y a sus compañeros muchos corazones de animales. En esta región Vázquez de Coronado fundó la villa de San Jerónimo de los Corazones pero, al ver que la población en ese sitio era inviable, la trasladó a un valle llamado por los españoles Señora.
Melchor Díaz fue nombrado como primer alcalde de la ciudad, pero se marchó al noroeste con 25 hombres a buscar la flota de Hernando de Alarcón, dejando en su lugar a Diego de Alcaraz.
Meses después, debido a un conflicto con los nativos, la villa de San Jerónimo de los Corazones fue trasladada por Pedro de Tovar más cerca de Hawikuh, a un lugar llamado entonces valle del Suya.